# Prueba Ciclística 9 de Julio
La Prueba Ciclística 9 de Julio son varias carreras ciclistas de un día que se disputan en la ciudad de San Pablo (Brasil), como lo dice su nombre el 9 de julio.
La carrera masculina élite fue creada en 1933 por el periodista Cásper Líbero, quien trabajaba para el periódico deportivo Gazeta Esportiva, para homenajear a la revolución constitucionalista acontecida en el año anterior. En 2002 fue profesional dentro de la categoría 1.5 (última categoría del profesionalismo). Desde la creación de los Circuitos Continentales UCI en 2005 formó parte del UCI America Tour, dentro de la categoría 1.2 (igualmente última categoría del profesionalismo), hasta la edición del año 2010.
Tradicionalmente se corría en las calles y avenidas de San Pablo, aunque (al igual que la Copa América de Ciclismo), se disputaron varias ediciones en el autódromo José Carlos Pace sobre un recorrido de 20 vueltas (85 kilómetros).
A lo largo del día también se disputa la misma carrera en varias categorías, desde júnior masculino (16-18 años), hasta open máster (más de 50 años). Además, desde 1990 también se disputa prueba femenina élite (sin limitación de edad) aunque totalmente amateur. Todas ellas con menor kilometraje que la masculina élite aunque con las mismas características (el mismo circuito).
Debido a que la masculina casi siempre ha sido amateur y a que la femenina siempre ha sido amateur la mayoría de sus ganadores son de Brasil.
En 2012, problemas burocráticos con la Fundación Cásper Líbero, quien registró el nombre, impidieron que la carrera fuera denominada Prueba Ciclística 9 de julio. La Federación Paulista igualmente organizó otra carrera con las mismas características denominada Gran Premio San Pablo Internacional de Ciclismo, durante los años 2012-2014.
En 2015, volvió a disputarse la tradicional carrera, y retornando a disputarse en las calles de San Pablo.

## Recorrido
Estos han sido los trazados y kilometrajes de las carreras masculinas y femeninas élites a lo largo de los últimos años:
| Años      | Localización               | km masculino élite (vueltas) | km femenino élite (vueltas) |
| --------- | -------------------------- | ---------------------------- | --------------------------- |
| 2001      | Parque Villa-Lobos         | 80 km (20)                   | ?                           |
| 2002-2006 | Autódromo José Carlos Pace | 85,8 km (20)                 | 21,5 km (5)                 |
| 2007      | Universidad de São Paulo   | 110 km                       | ?                           |
| 2008-2010 | Autódromo José Carlos Pace | 85,8 km (20)                 | 21,5 km (5)                 |
| 2011      | Autódromo José Carlos Pace | 68,8 km (16)                 | 17,2 km (4)                 |
| 2012      | Autódromo José Carlos Pace | 86 km (20)                   | 21,5 km (5)                 |
| 2013      | Autódromo José Carlos Pace | 56 km (13)                   | 43 km (10)                  |

## Palmarés

### Masculino
| Año                         | Ganador                     | Segundo                     | Tercero                     |
| Prova Ciclistica 9 de Julio | Prova Ciclistica 9 de Julio | Prova Ciclistica 9 de Julio | Prova Ciclistica 9 de Julio |
| --------------------------- | --------------------------- | --------------------------- | --------------------------- |
| 1933                        | José Magnani                |                             |                             |
| 1934                        | José Magnani                |                             |                             |
| 1935                        | Amélio Sorto                |                             |                             |
| 1936                        | Luiz Lima                   |                             |                             |
| 1937                        | Rolando Montesi             |                             |                             |
| 1938                        | Rolando Montesi             |                             |                             |
| 1939                        | Arthur Ferreira             |                             |                             |
| 1940                        | José Magnani                |                             |                             |
| 1941-1946                   | ediciones no realizadas     | ediciones no realizadas     | ediciones no realizadas     |
| 1947                        | Rolando Montesi             |                             |                             |
| 1948                        | Jorge Olivera               |                             |                             |
| 1949                        | Fernando Moreira            |                             |                             |
| 1950                        | José Taccone                |                             |                             |
| 1951                        | Pedro Salas                 |                             |                             |
| 1952-1954                   | ediciones no realizadas     | ediciones no realizadas     | ediciones no realizadas     |
| 1955                        | Alves Barbosa               |                             |                             |
| 1956                        | Antônio Alba                |                             |                             |
| 1957                        | Arthur Coelho               |                             |                             |
| 1958                        | Cláudio Rosa                |                             |                             |
| 1959                        | Luigi Cussigh               |                             |                             |
| 1960                        | Rubén Etchebarne            |                             |                             |
| 1961                        | Cláudio Rosa                |                             |                             |
| 1962                        | José Élcio Corá             |                             |                             |
| 1963                        | Tércio Andrade              |                             |                             |
| 1964                        | Antônio Ferreira            |                             |                             |
| 1965                        | Luiz Carlos Fonseca         |                             |                             |
| 1966-1968                   | ediciones no realizadas     | ediciones no realizadas     | ediciones no realizadas     |
| 1969                        | Luiz Carlos Flores          |                             |                             |
| 1970                        | Saúl Alcántara              |                             |                             |
| 1971                        | Miguel Duarte Silva         |                             |                             |
| 1972                        | José Brave                  |                             |                             |
| 1973                        | Saúl Alcántara              |                             |                             |
| 1974                        | Juan Carlos Haedo           |                             |                             |
| 1975                        | Héctor Rondán               |                             |                             |
| 1976                        | Roberto Castromán           |                             |                             |
| 1977                        | Miguel Duarte Silva         |                             |                             |
| 1978                        | Edgar Cueto                 |                             |                             |
| 1979                        | Sergio Aliste               |                             |                             |
| 1980                        | Jair Braga                  |                             |                             |
| 1981                        | Gilson Alvaristo            |                             |                             |
| 1982                        | Ailton Souza                |                             |                             |
| 1983                        | Gabriel Rodrigues           |                             |                             |
| 1984                        | Gilson Alvaristo            |                             |                             |
| 1985                        | Ailton Souza                |                             |                             |
| 1986                        | Marcos Mazzarón             |                             |                             |
| 1987                        | Antonio Silvestre           |                             |                             |
| 1988                        | Ailton Souza                |                             |                             |
| 1989                        | Wanderley Magalhaes         |                             |                             |
| 1990                        | Wanderley Magalhaes         |                             |                             |
| 1991                        | Wanderley Magalhaes         |                             |                             |
| 1992                        | Márcio May                  |                             |                             |
| 1993                        | Jamil Suaiden               |                             |                             |
| 1994                        | Fabio Veloso                |                             |                             |
| 1995                        | Hernandes Quadri Júnior     |                             |                             |
| 1996                        | Valdir Lermen               |                             |                             |
| 1997                        | Valdir Lermen               |                             |                             |
| 1998                        | Luciano Pagliarini          |                             |                             |
| 1999                        | Patrique Azevedo            |                             |                             |
| 2000                        | Murilo Fischer              |                             |                             |
| 2001                        | Nilceu Santos               |                             |                             |
| 2002                        | Rodrigo Mello               |                             |                             |
| 2003                        | John Lieswyn                |                             |                             |
| 2004                        | Nilceu Santos               |                             |                             |
| 2005                        | Roberson Silva              | Armando Camargo             | Nilceu dos Santos           |
| 2006                        | Renato Seabra               | Rafael Andriato             | Antônio Nascimento          |
| 2007                        | Rafael Andriato             | Robson Dias                 | Francisco Chamorro          |
| 2008                        | Michel Fernández            | Bruno Tabanez               | Jean Carlo Coloca           |
| 2009                        | Bruno Tabanez               | Jean Carlo Coloca           | Francisco Chamorro          |
| 2010                        | Francisco Chamorro          | Nilceu dos Santos           | Raphael Mancini             |
| GP São Paulo Internacional  |                             |                             |                             |
| 2011                        | Roberto Pinheiro            | Edgardo Simón               | Glauber Nascimento          |
| 2012                        | Francisco Chamorro          | Héctor Aguilar              | Rodrigo Melo                |
| 2013                        | Roberto Pinheiro            | João Gaspar                 | Rodrigo Melo                |
| 2014                        | Flávio Cardoso              | Sidnei Fernandes            | Alex Diniz                  |
| Prova Ciclistica 9 de Julio |                             |                             |                             |
| 2015                        | Joel Prado Júnior           | João Gaspar                 | Kléber Ramos                |
| 2016                        | Joel Prado Júnior           | Bruno Tabanez               | Roberto Pinheiro            |
| 2017                        | Caio Godoy                  | Joel Prado Júnior           | Rodrigo Melo                |

### Femenino
Prova Ciclistica 9 de Julio
| - 1990: Flávia Salvi - 1991: Cláudia Carceroni Saintagne - 1992: Cláudia Carceroni Saintagne - 1993: Carla Camargo Gardenal - 1994: Ieda Botelho - 1995: Rosane Minervino - 1996: Ieda Botelho - 1997: Alessandra dos Santos - 1998: Janildes Fernandes - 1999: Janildes Fernandes - 2000: Janildes Fernandes - 2001: Jaqueline Mantovani - 2002: Cláudia Carceroni Saintagne - 2003: Ana Cristina Matto - 2004: Cláudia Carceroni Saintagne - 2005: Luciene Silva - 2006: Débora Gerhard | - 2007: Luciene Silva - 2008: Camila Coelho - 2009: Débora Gerhard - 2010: Débora Gerhard - 2011: Fernanda Da Silva GP São Paulo Internacional - 2012: Luciene Silva - 2013: Fernanda Souza - 2014: Camila Coelho Prova Ciclistica 9 de Julio - 2015: Camila Coelho - 2016: Daniela Lionço - 2017: Wéllida dos Santos |